# Nova Akvitanija
Nova Akvitanija (fra.  Nouvelle-Aquitaine) je pokrajina u Francuskoj. Teritorijalnom reorganizacijom 2014. (fra. Loi relative à la délimitation des régions, aux élections régionales et départementales et modifiant le calendrier électoral), regija Poitou-Charentes spojena je s regijama Akvitanijom i Limousinom i 1. siječnja 2016. stvorena je nova regija Nova Akvitanija. Provizorno ime bilo je Akvitanija-Limousin-Poitou-Charentes (fra. Aquitaine-Limousin-Poitou-Charentes).

## Vanjske poveznice
- (fra.) Službene stranice arhiv
- (fra.) Prefektura arhiv

|  | Portal Francuske – Pristup člancima s tematikom o Francuskoj. |